# Chonemorpha megacalyx
Chonemorpha megacalyx är en oleanderväxtart som beskrevs av Jean Baptiste Louis Pierre. Chonemorpha megacalyx ingår i släktet Chonemorpha och familjen oleanderväxter. Inga underarter finns listade i Catalogue of Life.